# غلاز
غلاز هي قرية في مقاطعة أشنوية، إيران. يقدر عدد سكانها بـ 1154 نسمة بحسب إحصاء 2016.